# Malo Mlačevo
Malo Mlačevo este o localitate din comuna Grosuplje, Slovenia, cu o populație de 160 de locuitori.